# 袁生芝
袁生芝（17世紀—1646年），北直隸順天府良鄉縣人，明朝、南明、清朝政治人物。

## 生平
袁生芝是崇禎九年（1636年）順天鄉試舉人，崇禎十三年（1640年）年獲賜特用出身，授長子知縣，入清後在順治二年（1645年）陞任陝西按察司商洛道僉事，三年（1646年）山寇賀遙期攻打商州，他竭力和總兵金某防守，敵軍宣言只要抓獲金總兵就會解圍，城中人民感到惶惑，他就聚集士民曉以大義，但一個月後商州失陷，他自縊而死，金某也戰死，一門被害者三十二人，朝廷得知後追贈光祿寺卿。

## 引用
1. 1 2  光緒《良鄉縣志·卷五·人物志》：袁生芝，明崇禎丙子科舉人，任山西長子縣知縣，順治初官商雒道，城陷自經死，合門死者三十二人。
2. ↑  錢海岳《南明史·卷八十九·列傳第六十五》：（弘光）時山西疆吏：……袁生芝，字良卿，公安人。崇禎十三年特用。長子知縣，去。
3. ↑  《清世祖章皇帝實錄·卷十六》：（順治二年五月乙酉）以故明……長子知縣袁生芝、為陝西按察使司僉事、商雒道。
4. ↑  乾隆《直隸商州志·卷十一·人物第八》：袁生芝，良鄉人，崇禎丙子舉人，順治三年官商洛道，山寇賀遙期攻商州，生芝設守甚力，時協守者為總兵金某，賊宣言有縛獻金總兵者即解圍去，城中惶惑，生芝集諭士民皷以大義，堅守踰月城陷，生芝自縊死，金某亦戰死闔門被害者三十二人。
5. ↑  《清世祖章皇帝實錄·卷三十二》（順治四年）八月。己巳朔。贈殉難陝西商洛道僉事袁生芝為光祿寺卿……